# LINE (застосунок)
Line (стилізовано як LINE) є безкоштовним застосунком для миттєвого обміну повідомленнями. Використовується на таких електронних пристроях, як смартфони, планшети та ПК. Користувачі Line мають змогу обмінюватися текстами, зображеннями, відео та аудіо, та мати безоплатні VoIP розмови та відео конференції. Послуга оперується компанією Line Corporation, японським підрозділом південнокорейського інтернет пошукового гіганту Naver Corporation.
Line було запущено в Японії у 2011. Відмітка в 100 мільйонів користувачів була досягнута у 18 місяців та в 200 мільйонів користувачів лише через 6 місяців після того. Line став найбільшою японською соціальною мережею у 2013. У жовтні 2014 Line оголосив що має 560 мільйонів користувачів у всьому світі зі 170 мільйонами активних користувацьких облікових записів. У лютому 2015, компанія оголосила про досягнення мітки в 600 мільйонів користувачів та очікування досягнення 700 мільйонів користувачів до кінця року. Line є найпопулярнішим месенджером у Японії. Він також є популярним у Тайвані, Таїланді та Туркменістані.
Початково Line було розроблено як мобільний застосунок для смартфонів із системами Android та iOS. Згодом дія застосунку була розширена для пристроїв BlackBerry OS (серпень 2012), Nokia Asha (Азія та Океанія, березень 2013), Windows Phone (липень 2013), Firefox OS (січень 2014), iOS планшетів (жовтень 2014), та як додаток для браузеру Chrome (на Chrome Web Store). До певного часу Line був доступний як вебсайт (non-browser-app), проте вебсайтова версія більше не підтримується. Застосунок також існує у версіях для лептопів та настільних комп'ютерів, використовуючи платформи Microsoft Windows та macOS.

## Історія
Історія Line розпочалася як наслідок катастрофи. У березні 2011 тохокуський землетрус пошкодив усю інфраструктуру телекомунікацій Японії, примусивши працівників NHN Japan, підрозділу NHN Corporation Південної Кореї, покластися на мережеві засоби комунікації. Інженери компанії для подолання цієї проблеми розробили Line. Згодом компанія випустила застосунок для загального користування в червні 2011 року.
Застосунок отримав шалену популярність, але наприкінці жовтня Line отримав несподіване перевантаження серверу. Після цього було вирішено збільшити потужність серверів. NHN Japan обрала HBase як основне місце зберігання профілів користувачів, контактів та спільнот. Упродовж 18 місяців від релізу застосунку Line досягає 100 мільйонів користувачів; через 6 місяців після того він досягає 200 мільйонів та станом на 25 листопада 2013, він має 300 мільйонів користувачів.
3 липня 2012, NHN Japan анонсували нові можливості Line — Home та Timeline. Ці можливості дозволяють користувачам поширювати недавні особисті досягнення з користувачами зі списку контактів у реальному часі, що є схожим зі змінами статусів у соціальних мережах на кшталт Facebook.
6 лютого 2013 року Line NHN Japan оголосила про відкриття нової дочірньої компанії, яка отримала назву Line Corporation. Компанія продовжує створювати інтернетові ресурси, такі як Line, пошуковий портал Naver Japan, Livedoor ISP та блогові платформи. Ігри, зокрема ігри бренду Line Game, лишаються при підтримці Hangame Japan. Новий спільний проєкт, який отримав назву Line Plus Corporation, виходить на іноземні ринки. Під час запуску більшість часток компанії Line Plus трималася новоствореною компанією Line Corporation (60 %) із залишковими частками (40 %), яка тримається її батьківською компанією NHN Corporation.

## Частка ринку
Line почав працювати в 2011 як засіб комунікації співробітників NHN Japan. Цього ж року, після публічного випуску, він зазнав значного розширення бази користувачів. На 18 січня 2013 року Line був завантажений 100 мільйонів разів. Ці цифри збільшилися до 140 мільйонів на початку червня 2013 року та до 200 мільйонів станом на 21 липня цього ж року. Станом на червень 2016 заявлена кількість користувачів у Японії була 68 мільйонів, тоді ж у Таїланді їхня кількість дорівнювала 33 мільйонам. Станом на лютий 2014 Індонезія мала 20 мільйонів користувачів, Тайвань 17 мільйонів користувачів, тоді ж Індія та Іспанія мали 16 мільйонів користувачів кожна. NHN company оголосила про план досягнути 300 мільйонів за рахунок поширення на межі Східної Азії, Іспанії та Чилі. У квітні 2014 Naver оголосив, що Line досяг 400 мільйонів користувачів по всьому світу.

## Особливості
Line є застосунком який працює на багатьох платформах, включаючи Windows та macOS. Застосунок також має можливість синхронізувати адресну книгу. Також він має можливість додавання друзів за допомогою використання QR кодів, line id, та якщо одночасно потрусити смартфони. Застосунок має скриньку повідомлень, у якій надана можливість читати та відповідати на повідомлення, полегшуючи спілкування користувачів. Він також надає можливість поширювати фото, відео та музику поміж інших користувачів, надсилати теперішнє або якесь певне місцеперебування, голосові повідомлення, емоджі, надсилати до друзів стикери та емошнкони. Користувач має можливість бачити підтвердження відісланих та прийнятих повідомлень, або використовувати приховані розмови. Застосунок також надає змогу безкоштовно робити аудіо та відео виклики. Користувачі можуть спілкуватися та ширити контент у групах до 500 осіб. Розмови також оснащені дошками оголошень, де користувач може лишати дописи, лайкати та коментувати. Застосунок також має домашню сторінку, на якій користувачі мають змогу постити зображення, тексти або стикери. Користувачі також мають можливість змінювати теми, які можна отримати задарма у цифрових Line крамницях. Також можливо завантажити зображення з відомих мультфільмів, які до вподоби користувачам. Line також має функцію, яка має назву Snap movie, де користувачі можуть зробити запис відео, а потім до нього додати фонову музику. Line також має можливість створювати «Приховані Розмови», надаючи можливість користувачам задати певний час, після якого повідомлення зникнуть із пристроїв користувачів, а також із серверів Line.
У січні 2015 року, у Токіо було випущено Line Taxi, як противник до послуги Uber. У червні 2015 року Line запустив новий застосунок на систему Андроїд, який було названо «Popcorn buzz». Застосунок може зібрати конференцію до 200 учасників. У червні була випущена нова емоджі клавіатура для пристроїв iOS, яка має можливість додавати стикери. У вересні 2015 новий Android Launcher було випущено у Play Store, який допомагає компанії популяризивати її послуги з новим користувацьким інтерфейсом.

### Стикери
Line має Sticker Shop, де користувачі мають можливість придбати віртуальні стикери. Вони можуть бути використані протягом розмов між користувачами, та слугують як великі емоджі. Користувачі мають змогу придбати стикери, як подарунки. Багато стикерів доступно для безкоштовного звантаження та безоплатність яких регулюється країною мешкання користувачів. Придбані стикери додаються до обліківки та можуть бути використаними на інших платформах. Нові сети стикерів виходять тижнево. Стикери Line мають оригінальних персонажів, а також відомих персонажів з манґи, аніме, ігор, фільмів та персонажів власності Дісней, таких як Піксар. Деякі стикери призначені для якихось особливих подій як 2012 Summer Olympics, тому вони випускаються в обмеженому проміжкові часу.
Оригінальні стандартні персонажі та стікери, відомі як LINE Friends (укр. Друзі Лайн), були створені Кан Бьонмоком, у 2011.
Наразі більше одного мільярда стикерів було відіслано користувачами.

### Ігри
NHN Japan створила LINE GAME у 2011. Тільки особи, які мають обліківку у застосунку Line мають змогу встановити та грати у Line Game ігри. Гравці мають можливість під'єднатися до друзів, відправляти та приймати айтеми та заробляти бонусні бали. Частки ігор включають у себе збиранки, match-three, side-scroller, музичні виступи, симулювання, битви та знайди-відмінність ігри. Line Corporation оголосила що ігри корпорації було завантажено 200 мільйонів разів по всьому світові.[джерело?]

### Line Friends

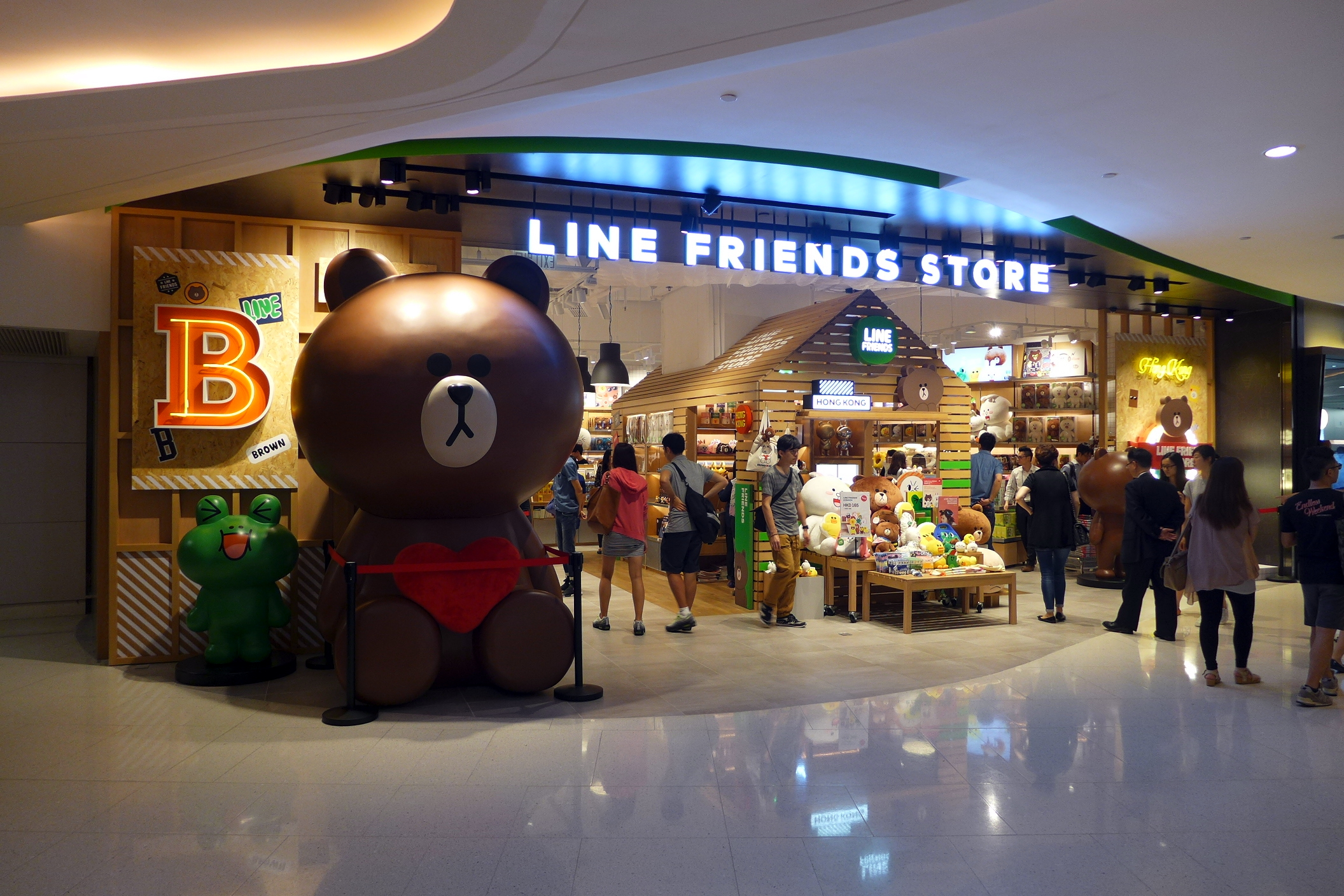
Крамниця Line Friends у торговому центрі Hysan Place

Line Friends є персонажами, які показуються на стикерах застосунку. Вони включать Brown, Cony, Sally, James, Moon, Boss, Jessica, Edward, Leonard, Choco, Pangyo та Rangers.

### Крамниці
Також існують фізичні крамниці в Японії, Південній Кореї, Китаю, Тайваню, США та корейська онлайн крамниця для купівель мерчандайзу LINE Friends. Подекуди, LINE відкриватиме тимчасові крамниці по всьому світові.

## Обмеження
До обліківок Line accounts можна зайти лише через один мобільний пристрій (запустивши застосункову версію), а також одну на комп'ютері (запустивши комп'ютерну версію). Застосунок можна встановити на додаткові мобільні пристрої, проте для Line обліківки будуть потрібні нові телефонний номер або адреса e-mail.

## Безпека
У серпні 2013, існувала можливість припинити зупинити сеанс чату Line на мережевому рівні за допомогою програмного забезпечення захоплення пакетів і відновити його на ПК. Повідомлення відсилалися незахищеним шляхом, якщо використовувати стільниковий інтернет, та захищеними якщо користуватися Wi-Fi.
До лютого 2016 року, було можливо «клонувати» iPhone з бекапу, а потім використати «клонований» iPhone для доступу до тої самої Line що використовувалася оригінальним iPhone. Про цей лупгол було багато чуток (без доказів) про використання для перехоплення повідомлень між популярною японською телеведучим Беккі та її одруженим романтичним партнером Енон Каватані; перехоплені повідомлення були опубліковані в журналі Shukan Bunshun і призвели до тимчасового призупинення телевізійної кар'єри Беккі.
У липні 2016 року, Line Corporation увімкнула end-to-end encryption усталено для усіх користувачів Line. Ця функція була доступною на вибір з жовтня 2015. Застосунок використовує ECDH протокол для client-to-client encryption. У серпні 2016, Line розширив end-to-end encryption для спільнотних розмов та голосових і відео викликів.

## Цензура
У Китаю, Line перешкоджає ширенню контенту, який заборонений китайським урядом. Аналіз, який був проведений Citizen Lab показав що обліківки, які були зареєстровані з китайських мобільних телефонів, також завантажують список заборонених слів, які не можливо надіслати або отримати через Line. Заборонені слова відображають теми, огляд яких є забороненим китайською владою, наприклад таких як Tiananmen Square protests of 1989 та різні думки стосовно Tibet та Xinjiang.

Офіційно Line підтвердив у грудні 2013 року:
LINE мала підпорядкуватися місцевим законом під час розширення у Китаю, у фіналі китайська версія LINE, "LIANWO," була створена. Ми тримаємо всі деталі у таємниці та не маємо намірів їх розголошувати.— Хадзукі Ямада, LINE's public relations official
В Індонезії, Line задовольнив вимогам міністерства Комунікацій та Інформацій, та усунув стикери, які на думку міністерства, зображували гомосексуальні стосунки, наприклад емоджі «два чоловіки тримають одне одного за руки»". Публічна відповідь Line на це: «Line шкодує що певні стикери були образливими для певної групи людей. Маємо надію на Ваше розуміння, на часі ми працюємо над усуненням цих стикерів».

## У популярній культурі
20 листопада 2012 р., Line був показаний у музичному відео Far East Movement, у якому брала участь Sidney Samson, з піснею «Change Your Life». DJ Virman був побачений у музичному відео. Він мав розмову з Sidney Samson у застосункові.
16 грудня 2012, застосунок Line було показано у музичному відео на пісню «Guap» Американського реп-співака Big Sean.
16 травня 2014, Warner Music Italy випустила музичне відео італійського співака Annalisa's «Sento solo il presente», у якому співака був побачений використовуючи Line застосунок на початку відео.
У 2014, LINE застосунок було продемонстровано у Cycle 21 of America's Next Top Model.
Застосунок мав велику присутність у корейській популярній ТБ-драмі «My Love from the Star».
Застосунокові приділяється багато уваги у візуальній новелі «Steins;Gate 0» під назвою «Rine».
В аніме Tsuki ga Kirei, яке вийшло 2017 року, застосунок Line є основним засобом спілкування для головних персонажів.
В оригінальному аніме 2017 року Just Because!, Line використовується впродовж усіх серій, як один засобів спілкування серед персонажів.